# Schleuse Kettwig
Die Schleuse Kettwig ist eine von mehreren Schleusen für die Ruhrschifffahrt im Essener Stadtteil Kettwig. Sie bildet mit einer Stauanlage und dem Laufwasserkraftwerk Kettwig das Abschlussbauwerk des Kettwiger Sees und wird vom Ruhrverband betrieben.

## Geschichte und Charakter

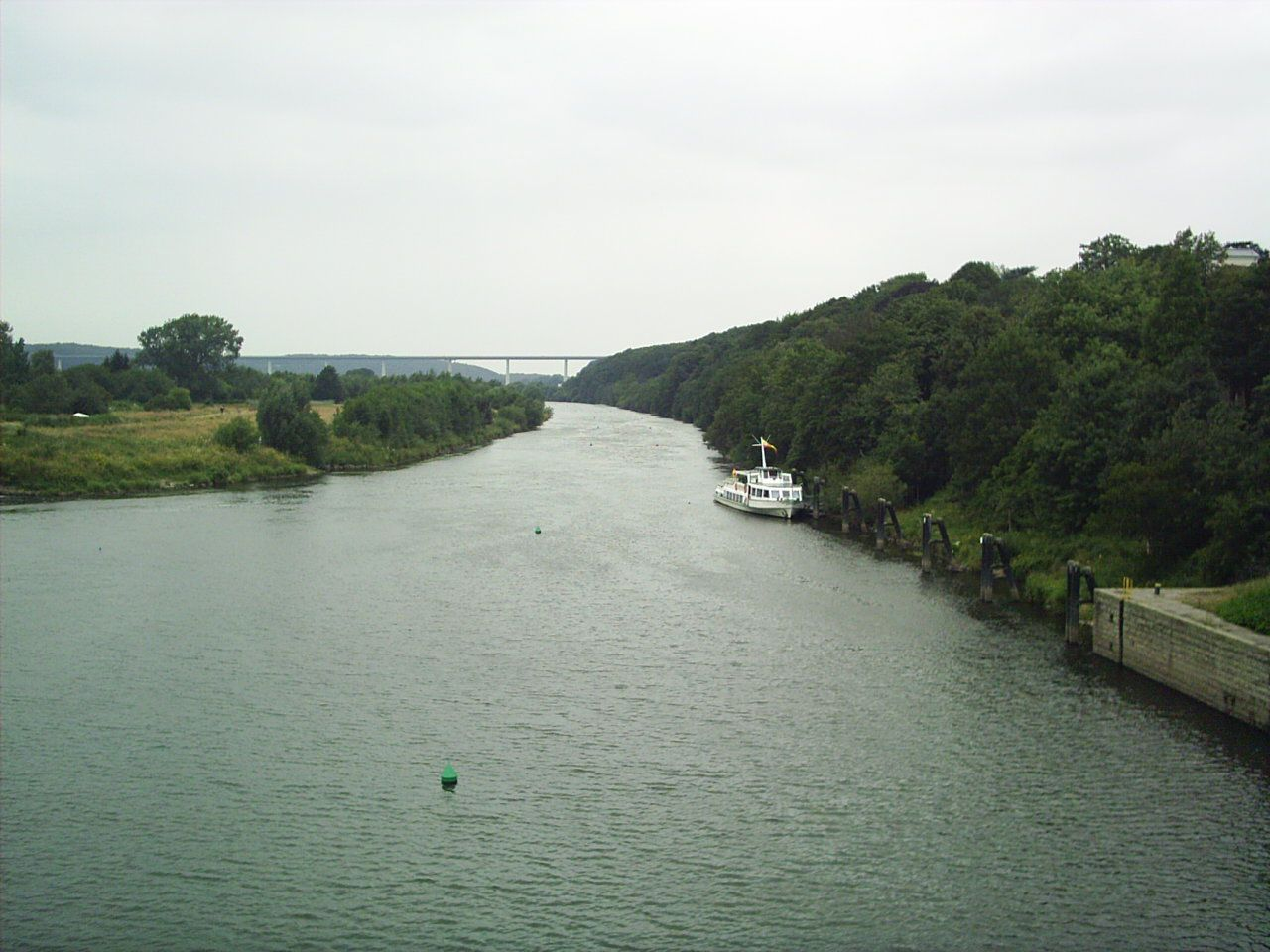
Unterwasser mit Blick auf die Mintarder Ruhrtalbrücke

Die erste Schleuse wurde in den Jahren 1779 bis 1780 von Karl-Theodor von der Pfalz als Herzog von Berg zur Förderung der Ruhrschifffahrt inmitten des Flusses erbaut. Sie stand auf massiver hölzerner Gründung. 1840 musste sie wegen ihrer zentralen Lage und der daraus resultierenden starken Beanspruchung umgebaut werden. 
Mit dem Aufstau des Kettwiger Sees und Errichtung des neuen Stauwehres wurde 1950 am rechten Ruhrufer direkt an der Brücke der L 441, gegenüber dem Laufwasserkraftwerk die neue Schleuse errichtet. Diese hat bei einer Stauhöhe von 6,2 Metern eine Schleusenkammer mit einer Länge von 42,41 Metern und einer Breite von sechs Metern. Sie ist geeignet für Sportboote und Ausflugsschiffe und wird manuell bedient.
Der Stausee, die Schleuse und das Laufwasserkraftwerk werden touristisch und industriell in der Route der Industriekultur thematisiert.
An der Schleuse endet der Schiffsverkehr der „Weißen Flotte“ der Stadt Mülheim und es beginnt das Gebiet der Schiffe der „Weissen Flotte Baldeney“ aus Essen.